# Corroboree Park
Corroboree Park är en park i Australien. Den ligger i territoriet Australian Capital Territory, i den sydöstra delen av landet, i huvudstaden Canberra.
Runt Corroboree Park är det tätbefolkat, med 356 invånare per kvadratkilometer.. Närmaste större samhälle är Canberra, nära Corroboree Park. 
Runt Corroboree Park är det i huvudsak tätbebyggt. Genomsnittlig årsnederbörd är 990 millimeter. Den regnigaste månaden är februari, med i genomsnitt 169 mm nederbörd, och den torraste är maj, med 39 mm nederbörd.